# Irena Krupińska-Sanecka
Irena Krupińska-Sanecka (zm. 13 października 2021) – polska specjalistka w zakresie gastrologii i pediatrii, dr hab.

## Życiorys
Obroniła pracę doktorską, następnie uzyskała stopień doktora habilitowanego. Została zatrudniona na stanowisku docenta oraz ordynatora w Instytucie Pediatrii Akademii Medycznej w Warszawie, a także pracowała w grupie LUX MED i w CePeLek MON.
Była członkiem Polskiego Towarzystwa Pediatrycznego.
Zmarła 13 października 2021. Została pochowana na cmentarzu w Wilanowie.